# Оксид актиния(III)
Оксид актиния(III) — Ac2O3, бинарное неорганическое соединение актиния с кислородом. 

## Получение
Чистый оксид актиния был получен в 1950 году прокаливанием оксалата актиния в атмосфере кислорода при 1100 °C:
{\displaystyle {\mathsf {Ac_{2}(C_{2}O_{4})_{3}\ {\xrightarrow {1100^{o}C}}\ Ac_{2}O_{3}+3CO_{2}\uparrow +3CO\uparrow }}}

## Физические свойства
Белое кристаллическое вещество (гексагональная сингония типа La2O3). Нерастворим в воде. Термически устойчив, тугоплавок.

## Химические свойства
- Реагирует с кислотами, образуя соответствующие соли[2]:

{\displaystyle {\mathsf {Ac_{2}O_{3}+6HCl\ \xrightarrow {} \ 2AcCl_{3}+3H_{2}O}}}
{\displaystyle {\mathsf {Ac_{2}O_{3}+6HF\ \xrightarrow {700^{o}C} \ 2AcF_{3}+3H_{2}O}}}
{\displaystyle {\mathsf {Ac_{2}O_{3}+3H_{2}S\ \xrightarrow {1400^{o}C} \ Ac_{2}S_{3}+3H_{2}O}}}